# Dołenci (gmina Bitola)
Dołenci (maced. Доленци) – wieś w południowej Macedonii Północnej, w pobliżu trzeciego co do wielkości miasta tego kraju – Bitoli. Osada wchodzi w skład gminy Bitola.
Według stanu na 2002 rok wieś liczyła 265 mieszkańców.